# 데드 프린세스
데드 프린세스는 일본의 만화가인 아키히토 요시이치가 월간 소년 강강에서 연재 중인 만화이자, 동명의 만화를 바탕으로 제작된 애니메이션 작품이다. '데드 프린세스'라는 제목은 대한민국에서 발행된 한국어 정식판의 명칭으로, 일본어판의 원제는 시희(일본어: 屍姫 시카바네 히메[*])이다.
일본을 기준으로 2005년에 첫 단행본이 출간되었으며, 2008년 10월부터 12월까지 적(赫 아카[*])편, 2009년 1월부터 3월까지 흑(玄 쿠로[*])편으로 각각 나뉘어 애니메이션이 방송되었다. 대한민국에서는 2007년 10월부터 한국어로 번역 출간되고 있으며, 역자는 서현아이다.